# Monumento funebre a Paolo Savelli
Il monumento funebre a Paolo Savelli è un'opera scultorea custodita all'interno della Basilica di Santa Maria Gloriosa dei Frari di Venezia.

## Storia e descrizione
Il monumento venne commissionato ed eretto dalla Repubblica di Venezia per onorare il principe romano Paolo Savelli, comandante delle truppe veneziane e morto nei pressi di Padova il 3 ottobre 1405.
È composto da un'urna in marmo nella quale è sepolto e sorretta da mensole dalla testa leonina, sulle quali spicca lo stemma della famiglia Savelli. Questa è  sovrastata dalla statua equestre del condottiero in legno dorato e policromo, attribuita a Jacopo della Quercia o ad un anonimo scultore toscano attivo a Venezia.
Fu il primo monumento eretto ad un condottiero dalla Serenissima.